# Le Fermont Military Cemetery
Le Fermont Military Cemetery is een Britse militaire begraafplaats met gesneuvelden uit de Eerste Wereldoorlog, gelegen in de Franse gemeente Rivière (departement Pas-de-Calais). 
De begraafplaats werd ontworpen door William Cowlishaw en ligt aan de Rue du Fermont op anderhalve kilometer ten oosten van het centrum van de gemeente (Eglise Saint-Vaast). Ze heeft een nagenoeg rechthoekig grondplan met in de oostelijke hoek een kleine halfcirkelvormige uitsprong. De begraafplaats ligt iets hoger dan het straatniveau en wordt behalve aan de straatzijde afgebakend door een ruwe natuurstenen muur. De open toegang bestaat uit een trap met zeven opwaartse treden tussen natuurstenen bloembakken en twee paaltjes. Het Cross of Sacrifice staat tegenover de toegang bij de noordelijke muur. 
De begraafplaats wordt onderhouden door de Commonwealth War Graves Commission en telt 80 graven.

## Geschiedenis
In maart 1916 werd deze frontlijnbegraafplaats aangelegd door de 55th (West Lancashire) Division en een jaar later gesloten. In maart 1918  volgde nog een bijzetting. 
Op de begraafplaats liggen 78 Britten en 2 Chinezen (tewerkgesteld bij het Chinese Labour Corps).
- pionier Henry George Denne diende onder het alias G. Harvey bij de Royal Engineers.